# FM 아침의 행진 (MBC FM)
FM 아침의 행진은 MBC FM(수도권 FM 91.9㎒)에서 1974년 10월 1일부터 1988년 3월 31일까지 매일 아침 7시부터 9시까지 방송한 아침 정보 라디오 프로그램이다.

## 역대 방송시간
| 방송 채널 | 방송 기간                        | 방송 시간             | 방송 분량  |
| --------- | -------------------------------- | --------------------- | ---------- |
| MBC FM    | 1974년 10월 1일 ~ 1979년 4월 2일 | 매일 오전 7:15 ~ 9:00 | 1시간 45분 |
| MBC FM    | 1979년 4월 3일 ~ 1988년 3월 31일 | 매일 오전 7:00 ~ 9:00 | 120분      |

## 역대 DJ
- 1974년 10월 1일 ~ 1979년 4월 2일 : 김지명, 김은휘
- 1979년 4월 3일 ~ 1986년 12월 31일 : 故 백형두
- 1987년 1월 1일 ~ 1988년 3월 31일 : 이택림